# Elatostema spinulosum
Elatostema spinulosum är en nässelväxtart som beskrevs av Adolph Daniel Edward Elmer. Elatostema spinulosum ingår i släktet Elatostema och familjen nässelväxter. Inga underarter finns listade i Catalogue of Life.